# Winterrochen
Der Winterrochen (Leucoraja ocellata) ist ein Rochen aus der Familie der Echten Rochen (Rajidae), der im nordwestlichen Atlantik vor der östlichen US-Küste vorkommt. Von der IUCN wird diese Art als stark gefährdet eingestuft.

## Merkmale
Der Winterrochen ist nachtaktiv und besitzt eine recht stumpfe und abgerundete Schnauze. Seine Brustflossenspitzen sind abgerundet und zur Schnauze hin konkav, im Gegensatz dazu sind sie zum Schwanz hin leicht konvex. Sein Schwanz ist mäßig schlank und ein wenig länger als sein Körper. Für gewöhnlich wird dieser Rochen ca. 105 Zentimeter lang und 7 Kilogramm schwer. Die größten und ältesten Exemplare, mit einer maximalen Größe von 107 Zentimetern und einem maximalen Alter von 20,5 Jahren, leben an der östlichen US-Küste. Geschlechtsreife erreichen männliche Tiere bei einer Länge von ca. 70 Zentimetern in einem Alter von 11 Jahren und weibliche bei ca. 75 Zentimetern im Alter von 11 bis 12 Jahren. Die durchschnittliche Lebensdauer eines solchen Rochens beträgt 19 Jahre. Die Größe und das maximale Lebensalter kann von Region zu Region unterschiedlich ausfallen.
| Ausbreitungsgebiet      | Maximale Körperlänge (in Zentimetern) | Maximales Lebensalter (in Jahren) | Körperlänge bei der die Geschlechtsreife erreicht wird (in Zentimetern) | Alter, bei dem die Geschlechtsreife erreicht wird (in Jahren)     |
| ----------------------- | ------------------------------------- | --------------------------------- | ----------------------------------------------------------------------- | ----------------------------------------------------------------- |
| östlichen US-Küste      | 107                                   | 20.5                              | 76 (bei weiblichen Exemplaren)                                          | 12.5 (bei weiblichen Exemplaren)                                  |
| Golf von Maine          | 94                                    | 19                                | 73.0 (bei männlichen Exemplaren) 76.0 (bei weiblichen Exemplaren)       | 11.0 (bei männlichen Exemplaren) 12.0 (bei weiblichen Exemplaren) |
| östlicher Scotian Shelf | 92.5                                  | 19                                | 75.9 (bei männlichen Exemplaren) 77.0 (bei weiblichen Exemplaren)       | 11.3 (bei männlichen Exemplaren) 13.4 (bei weiblichen Exemplaren) |

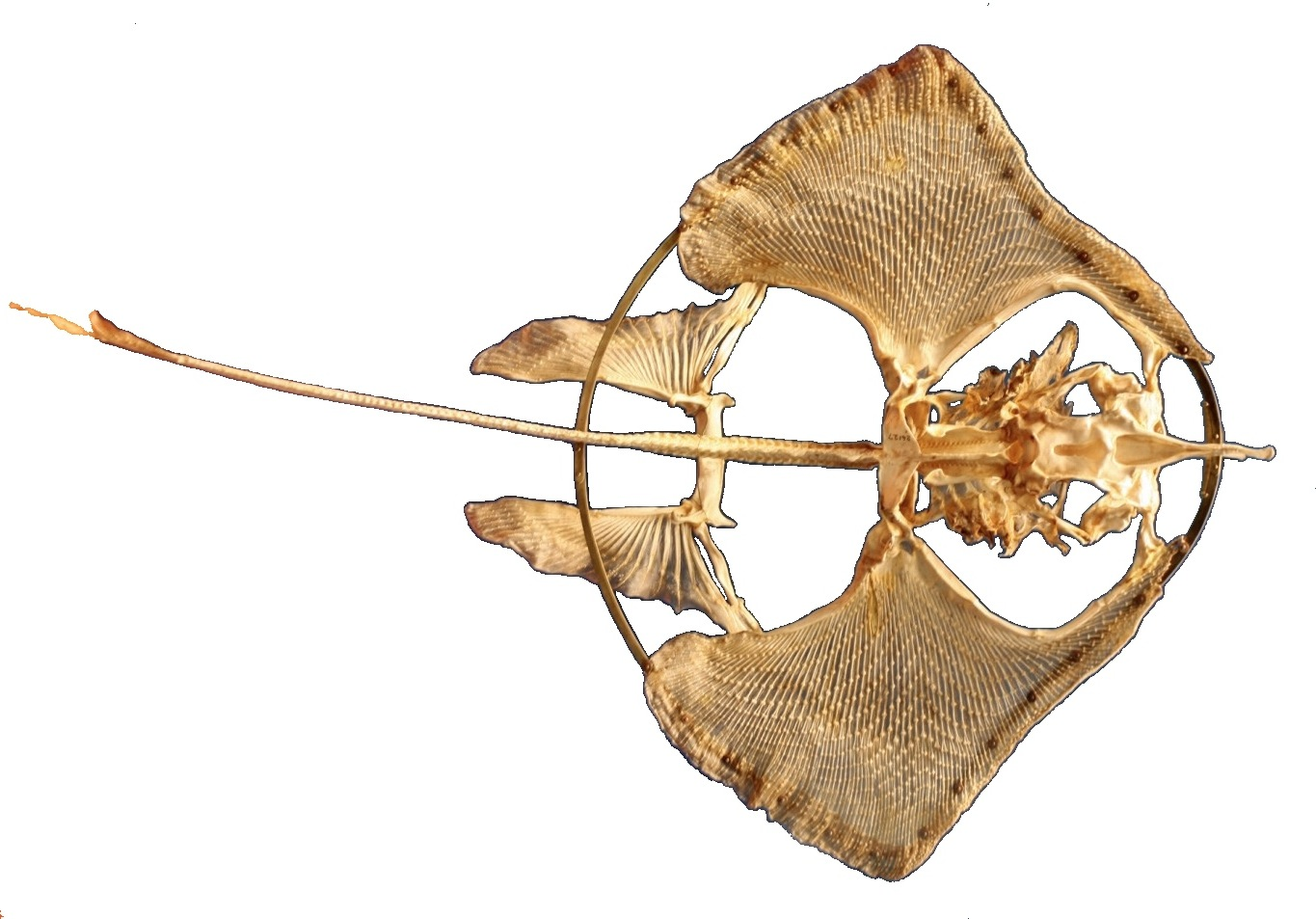
Skelett eines Winterrochens

Generell ähnelt der Winterrochen stark dem Kleinen Rochen, vor allem wenn die Körperlänge der Tiere weniger als 35 Zentimeter beträgt. Ein Unterscheidungsmerkmal wäre die Zeichnung der Tiere, Winterrochen besitzen meist 1 bis 4 dunkle Flecken mit weißen Rändern auf dem Rücken, in der Nähe des hinteren Teils der Brustmuskeln. Die Zähne sind stumpfe Höcker, der Winterrochen besitzt 72 bis 110, im Gegensatz dazu besitzt der Kleine Rochen 38 bis 66. Weibliche Exemplare besitzen eher stumpfe Zähne, männliche kegelförmige Höcker die ausgeprägter sind, die Anzahl der Zähne variiert nach der Größe der Tiere. Ein weiteres Unterscheidungsmerkmal sind die Anzahl der Zahnreihen im Oberkiefer. Winterrochen besitzen 63 oder mehr, während Kleine Rochen nur 30 bis 62 Reihen besitzen. Winterrochen besitzen zudem einen sanft gewölbten Mund, dieser ist meist gewölbter und breiter als beim Kleinen Rochen. Kleine weibliche Kleine Rochen besitzen zudem noch kleine Stacheln sehr nah an der Kloake, bei weiblichen Winterrochen sind diese am äußeren Rand der Beckenflossen. Männliche Winterrochen besitzen am Becken Dornen, männliche Kleine Rochen besitzen an dieser Stelle jedoch gar keine. Junge Winterrochen besitzt drei bis vier größere Dornen an jeder Schulter und in der Nähe der Augen, entlang der Schnauze ebenso. Eine Reihe von 12 bis 16 Dornen zieht sich entlang seines Rückens und mündet in eine Reihe aus 16 bis 18 Dornen entlang des Schwanzes. Erwachsene Tiere besitzen zwei bis drei unregelmäßige Reihen von Dornen auf jeder Seite der Mittellinie. Eine unregelmäßige dreieckige Gruppe von Stacheln liegt im Nacken und Schulterbereich. Des Weiteren gibt es entlang des Brustgürtels eine Dornenreihe und an weiteren Stellen ihres Körpers können noch kleinere Dornen sein. Mit zunehmendem Alter nehmen bei männlichen Exemplaren die Dornen entlang des Schulterbereichs und der Augen ab, währenddessen bei weiblichen Exemplaren sich größere Dornen im hinteren Bereich der Brustflossen entwickeln.

### Färbung
Der männliche Winterrochen ist hellbraun und sein Rumpf, seine Bauchflossen und sein Schwanz sind mit dunklen Flecken gezeichnet. Manchmal befinden sich 1 bis 4 dunkle Flecken am hinteren Teil jeder Brustflosse die weiß eingefasst sind. Auf jeder Seite der Schnauze ist vor den Augen ein weißlich durchscheinender Bereich. Die Unterseite ist weiß, wobei es unregelmäßige hellbraune Flecken auf der hinteren Brustflosse und entlang des Schwanzes geben kann.

## Verbreitung und Habitat
Diese Rochen leben im nordwestlichen Atlantik vor der östlichen US-Küste von der Neufundlandbank und dem Sankt-Lorenz-Golf bis nach North Carolina. Es scheint vier Regionen zu geben an denen diese Rochen häufig vorkommen, im südlichen Sankt-Lorenz-Golf, beim Scotian Shelf, ein Kontinentalschelf südwestlich von der kanadischen Provinz Nova Scotia, im südlichen Golf von Maine und im Gewässer vor Massachusetts bis nach North Carolina. Das Ausbreitungsgebiet ist etwas größer als beim Kleinen Rochen, dieser wird im Sankt-Lorenz-Golf und im nördlichen Teil des Scotian Shelf nicht gefunden.
In der Regel kommen Winterrochen in seichten Gewässern bis zu einer Tiefe von 90 Metern vor. Sie halten sich meist über sandigen oder kiesigen Böden auf, seltener über schlammigen und steinigen, und sind in der Nacht am aktivsten. In der Nähe des Sankt-Lorenz-Golf wurde jedoch ein Exemplar in einer Tiefe von 370 Metern gefangen. Sie halten sich in einer Wassertemperatur von −1,2 bis 19 °C auf, typischerweise in einer Temperatur von 9 bis 15 °C. In den südlichen Ausbreitungsgebieten wurde es beobachtet, dass diese Rochen sich in den Sommermonaten in tiefere kältere Gewässer begeben, was darauf hinweist, dass sie kühlere Temperaturen bevorzugen. Es ist auch zu verzeichnen, dass eher der Substrattyp, über dem sie sich bewegen, determiniert wo sie sich aufhalten, und weniger die Tiefe.

## Lebensweise
Winterrochen fressen hauptsächlich Flohkrebse und Vielborster, aber auch Fische, wie Sandaale, Zehnfußkrebse, Asseln und Muscheln. Je größer diese Rochen werden desto größer werden ihre Beutetiere. Obwohl der Winterrochen sehr dem Kleinen Rochen ähnelt und das Verbreitungsgebiet fast identisch ist, stellen sie sich gegenseitig bei der Nahrungssuche keine Konkurrenz dar. Winterrochen neigen die Infauna zu fressen, Kleine Rochen die Epifauna.

### Fortpflanzung
Diese Rochenart legt Eier. Die Eikapseln sind mit einer Länge von 55 bis 66 und einer Breite von 24 bis 45 Millimetern recht klein. Sie sind länglich und haben an den Spitzen kleine steife Hörner, wobei die vorderen länger sind als die hinteren. Winterrochen im Golf von Maine zeigen einen teilweise definierten Fortpflanzungszyklus, im Juli erfolgen die meisten Paarungen und im September bis November erfolgt die maximale Eiablage. Männchen produzieren über das ganze Jahr reifes Sperma und meistens finden sich fortpflanzungsfähige Weibchen. Im Scotain Shelf besteht kein so definierter Fortpflanzungszyklus, da in dieser Region weniger fortpflanzungsfähige Weibchen leben. Jedes Weibchen legt etwa 40 Eier pro Jahr, die jeweils einen Embryo enthalten. Die Eikapseln werden vom Weibchen in küstennahen Gewässern auf felsigen Untergrund gelegt. Über die Jäger des Winterrochens ist wenig bekannt, sie werden von Haien, Kegelrobben und anderen Rochen gefressen. Parasiten die diesen Rochen befallen, sind Protozoen. Beim Schlüpfen besitzen die Jungtiere etwa 11,2 bis 12,7 Zentimeter Körperlänge.

## Gefährdung
Wie bei anderen Rochenarten ist der Lebenszyklus des Winterrochens lange, späte Geschlechtsreife, geringe Fruchtbarkeit und langsames Wachstum der Populationszahlen sind Grund dafür, daher kann es bei zu starker Befischung zu gravierenden Folgen für den Bestand der Populationen kommen. Gezielt wird diese Art jedoch nicht gefangen. Die primäre Gefahr ist die Schleppnetzfischerei, besonders mit Grundschleppnetzen, bei der er als Beifang unbeabsichtigt mitgefangen wird. In seinem kanadischen Ausbreitungsgebiet unterscheidet sich der Status der Populationen je nach Gebiet und Intensivität der Fischerei. Im östlichen Scotian Shelf und im südlichen Sankt-Lorenz-Golf wird über eine Abnahme der Tiere von 90 bis 98 %, im Vergleich zu den frühen 1970er Jahren, berichtet. Diese starke Abnahme ist wahrscheinlich mit der nicht nachhaltigen und zu hohen Fang und Beifangquote zu erklären und wird weiter anhalten. Im Gegensatz dazu scheinen die Populationen im südlichsten Teil des kanadischen Verbreitungsgebiets, wie etwa im Western Scotian Shelf oder der Georges Bank, im Zeitraum, für den Daten vorliegen, relativ stabil zu sein. Gewonnene Rochenflossen der Tiere werden in den USA und Kanada konsumiert, jedoch meist nach Europa oder Asien exportiert. Junge Exemplare werden wahrscheinlich auch als Köderfische verwendet.
Aus diesen Gründen ist der Winterrochen als stark gefährdet eingestuft.

## Belege
1. ↑  Winterrochen auf Fishbase.org (englisch)
2. 1 2 3 4 5 6  Leucoraja ocellata in der Roten Liste gefährdeter Arten der IUCN 2017-3. Eingestellt von: Kulka, D.W., Sulikowski, J. & Gedamke, T., 2004-06-15.
3. 1 2 3 4 5  David A. Ebert, Matthias F. W. Stehmann: SHARKS, BATOIDS AND CHIMAERAS OF THE NORTH ATLANTIC; Food and agriculture organization of the united nations, Rome 2013, ISBN 978-92-5-107466-4 (// PDF) S. 340–342.
4. 1 2 3 4 5 6 7 8 9  Winter Skate. Fisheries and Oceans Canada (DFO), abgerufen am 13. Februar 2017 (englisch).
5. 1 2 3 4 5 6  Cathleen Bester: Leucoraja ocellata. Florida Museum of Natural History, abgerufen am 19. März 2018 (englisch).